# Nehalennia speciosa
Nehalennia speciosa е вид водно конче от семейство Coenagrionidae. Видът е почти застрашен от изчезване.

## Разпространение
Разпространен е в Австрия, Беларус, Германия, Дания, Естония, Латвия, Литва, Полша, Русия, Северна Корея, Украйна, Финландия, Чехия и Япония.
Регионално е изчезнал в Белгия, Люксембург, Нидерландия, Румъния, Словакия и Швейцария и вероятно е изчезнал в Италия и Швеция.

## Описание
Популацията на вида е намаляваща.